# Piłka nożna w Polsce (1976/1977)
Sezon 1976/77 – 53. edycja rozgrywek piłki nożnej mężczyzn w Polsce.

## I liga
| Poz. | Klub               | M  | Pkt. | Bramki | Bramki | Mecze | Mecze | Mecze | Uwagi                     |
| Poz. | Klub               | M  | Pkt. | zdob.  | stra.  | zwy.  | rem.  | por.  | Uwagi                     |
| ---- | ------------------ | -- | ---- | ------ | ------ | ----- | ----- | ----- | ------------------------- |
| 1    | Śląsk Wrocław      | 30 | 41   | 38     | 32     | 17    | 7     | 6     | Puchar Europy             |
| 2    | Widzew Łódź        | 30 | 38   | 46     | 31     | 14    | 10    | 6     | Puchar UEFA               |
| 3    | Górnik Zabrze      | 30 | 37   | 41     | 32     | 15    | 7     | 8     | Puchar UEFA               |
| 4    | Stal Mielec (M)    | 30 | 36   | 42     | 30     | 14    | 8     | 8     |                           |
| 5    | Zagłębie Sosnowiec | 30 | 35   | 40     | 28     | 12    | 11    | 7     | Puchar Zdobywców Pucharów |
| 6    | Pogoń Szczecin     | 30 | 35   | 38     | 44     | 14    | 7     | 9     |                           |
| 7    | ŁKS Łódź           | 30 | 33   | 35     | 29     | 12    | 9     | 9     |                           |
| 8    | Legia Warszawa     | 30 | 30   | 40     | 38     | 12    | 6     | 12    |                           |
| 9    | Szombierki Bytom   | 30 | 27   | 34     | 35     | 11    | 5     | 14    |                           |
| 10   | Wisła Kraków       | 30 | 27   | 32     | 33     | 9     | 9     | 12    |                           |
| 11   | Arka Gdynia (B)    | 30 | 27   | 27     | 32     | 10    | 7     | 13    |                           |
| 12   | Odra Opole (B)     | 30 | 26   | 36     | 39     | 8     | 10    | 12    | Puchar UEFA               |
| 13   | Ruch Chorzów       | 30 | 26   | 30     | 40     | 8     | 10    | 12    |                           |
| 14   | Lech Poznań        | 30 | 23   | 37     | 48     | 9     | 5     | 16    |                           |
| 15   | GKS Tychy          | 30 | 21   | 33     | 41     | 5     | 11    | 14    | spadek do II ligi         |
| 16   | ROW Rybnik         | 30 | 18   | 29     | 46     | 5     | 8     | 17    | spadek do II ligi         |

- Odra Opole awansowała do Pucharu UEFA jako zdobywca Pucharu Ligi

## II liga

### Grupa I (północna)
| Poz. | Klub                               | M  | Pkt. | Bramki | Bramki | Mecze | Mecze | Mecze | Uwagi              |
| Poz. | Klub                               | M  | Pkt. | zdob.  | stra.  | zwy.  | rem.  | por.  | Uwagi              |
| ---- | ---------------------------------- | -- | ---- | ------ | ------ | ----- | ----- | ----- | ------------------ |
| 1    | Zawisza Bydgoszcz                  | 30 | 41   | 38     | 16     | 14    | 13    | 3     | awans do I ligi    |
| 2    | Zagłębie Wałbrzych                 | 30 | 41   | 58     | 26     | 17    | 7     | 6     |                    |
| 3    | Stoczniowiec Gdańsk                | 30 | 38   | 30     | 17     | 13    | 12    | 5     |                    |
| 4    | Motor Lublin                       | 30 | 37   | 31     | 22     | 13    | 11    | 6     |                    |
| 5    | Lechia Gdańsk                      | 30 | 35   | 34     | 20     | 10    | 15    | 5     |                    |
| 6    | Bałtyk Gdynia                      | 30 | 31   | 39     | 32     | 10    | 11    | 9     |                    |
| 7    | Avia Świdnik                       | 30 | 31   | 22     | 24     | 8     | 15    | 7     |                    |
| 8    | Olimpia Poznań                     | 30 | 31   | 31     | 34     | 10    | 11    | 9     |                    |
| 9    | Gwardia Warszawa                   | 30 | 30   | 19     | 19     | 7     | 16    | 7     |                    |
| 10   | Jagiellonia Białystok              | 30 | 29   | 27     | 34     | 11    | 7     | 12    |                    |
| 11   | Gwardia Koszalin                   | 30 | 28   | 30     | 33     | 8     | 12    | 10    |                    |
| 12   | Arkonia Szczecin (B)               | 30 | 26   | 39     | 51     | 9     | 8     | 13    |                    |
| 13   | RKS Ursus                          | 30 | 24   | 29     | 32     | 8     | 8     | 14    | spadek do III ligi |
| 14   | Olimpia Elbląg (B)                 | 30 | 22   | 29     | 47     | 5     | 12    | 13    | spadek do III ligi |
| 15   | Polonia Bydgoszcz                  | 30 | 19   | 18     | 44     | 5     | 9     | 16    | spadek do III ligi |
| 16   | Concordia Piotrków Trybunalski (B) | 30 | 17   | 24     | 47     | 4     | 9     | 17    | spadek do III ligi |

- Gwardia Warszawa została przeniesiona z grupy II

### Grupa II (południowa)
| Poz. | Klub                          | M  | Pkt. | Bramki | Bramki | Mecze | Mecze | Mecze | Uwagi              |
| Poz. | Klub                          | M  | Pkt. | zdob.  | stra.  | zwy.  | rem.  | por.  | Uwagi              |
| ---- | ----------------------------- | -- | ---- | ------ | ------ | ----- | ----- | ----- | ------------------ |
| 1    | Polonia Bytom (S)             | 30 | 39   | 44     | 24     | 16    | 7     | 7     | awans do I ligi    |
| 2    | Piast Gliwice                 | 30 | 35   | 39     | 23     | 13    | 9     | 8     |                    |
| 3    | GKS Katowice                  | 30 | 34   | 37     | 27     | 13    | 8     | 9     |                    |
| 4    | Siarka Tarnobrzeg             | 30 | 34   | 29     | 24     | 12    | 10    | 8     |                    |
| 5    | BKS Stal Bielsko-Biała        | 30 | 34   | 30     | 27     | 11    | 12    | 7     |                    |
| 6    | Małapanew Ozimek              | 30 | 32   | 42     | 34     | 11    | 10    | 9     |                    |
| 7    | Moto Jelcz Oława              | 30 | 32   | 29     | 33     | 11    | 10    | 9     |                    |
| 8    | Górnik Wałbrzych (B)          | 30 | 31   | 34     | 32     | 12    | 7     | 11    |                    |
| 9    | Wisłoka Dębica                | 30 | 30   | 34     | 31     | 7     | 16    | 7     |                    |
| 10   | Stal Stalowa Wola             | 30 | 29   | 26     | 29     | 8     | 13    | 9     |                    |
| 11   | Hutnik Nowa Huta (Kraków) (B) | 30 | 28   | 38     | 37     | 8     | 12    | 10    |                    |
| 12   | Star Starachowice             | 30 | 28   | 31     | 30     | 10    | 8     | 12    |                    |
| 13   | Urania Ruda Śląska            | 30 | 27   | 31     | 35     | 7     | 13    | 10    | spadek do III ligi |
| 14   | Stal Rzeszów (S)              | 30 | 26   | 23     | 40     | 7     | 12    | 11    | spadek do III ligi |
| 15   | Sparta Zabrze                 | 30 | 22   | 29     | 43     | 5     | 12    | 13    | spadek do III ligi |
| 16   | Unia Tarnów (B)               | 30 | 19   | 36     | 63     | 6     | 7     | 17    | spadek do III ligi |

## III liga

### Grupa I
| Poz. | Klub                        | M  | Pkt. | Bramki | Bramki | Mecze | Mecze | Mecze | Uwagi                     |
| Poz. | Klub                        | M  | Pkt. | zdob.  | stra.  | zwy.  | rem.  | por.  | Uwagi                     |
| ---- | --------------------------- | -- | ---- | ------ | ------ | ----- | ----- | ----- | ------------------------- |
| 1    | Budowlani Bydgoszcz         | 26 | 42   | 46     | 15     | 19    | 4     | 3     | awans do II ligi          |
| 2    | Czarni Słupsk               | 26 | 37   | 41     | 32     | 16    | 5     | 5     |                           |
| 3    | Chemik Bydgoszcz            | 26 | 36   | 42     | 19     | 15    | 6     | 5     |                           |
| 4    | MRKS Gdańsk                 | 26 | 35   | 53     | 29     | 15    | 5     | 6     |                           |
| 5    | Wda Świecie                 | 26 | 28   | 33     | 26     | 11    | 6     | 9     |                           |
| 6    | Pomowiec Gronowo Elbląskie  | 26 | 26   | 31     | 21     | 10    | 6     | 10    |                           |
| 7    | Goplania Inowrocław         | 26 | 26   | 38     | 40     | 11    | 4     | 11    |                           |
| 8    | Wisła Tczew                 | 26 | 24   | 35     | 29     | 10    | 4     | 12    |                           |
| 9    | Gryf Słupsk                 | 26 | 24   | 31     | 35     | 9     | 6     | 11    |                           |
| 10   | Wielim Szczecinek           | 26 | 23   | 27     | 37     | 9     | 5     | 12    |                           |
| 11   | Włókniarz Starogard Gdański | 26 | 22   | 23     | 42     | 9     | 4     | 13    | spadek do klasy okręgowej |
| 12   | Stomil Grudziądz            | 26 | 19   | 33     | 42     | 7     | 5     | 14    | spadek do klasy okręgowej |
| 13   | Darzbór Szczecinek          | 26 | 11   | 23     | 56     | 3     | 5     | 18    | spadek do klasy okręgowej |
| 14   | Kotwica Kołobrzeg           | 26 | 11   | 21     | 54     | 4     | 3     | 19    | spadek do klasy okręgowej |

### Grupa II
| Poz. | Klub                          | M  | Pkt. | Bramki | Bramki | Mecze | Mecze | Mecze | Uwagi                     |
| Poz. | Klub                          | M  | Pkt. | zdob.  | stra.  | zwy.  | rem.  | por.  | Uwagi                     |
| ---- | ----------------------------- | -- | ---- | ------ | ------ | ----- | ----- | ----- | ------------------------- |
| 1    | Polonia Warszawa (S)          | 26 | 40   | 51     | 21     | 18    | 4     | 4     | awans do II ligi          |
| 2    | Hutnik Warszawa               | 26 | 39   | 52     | 15     | 18    | 3     | 5     |                           |
| 3    | Stomil Olsztyn                | 26 | 36   | 44     | 14     | 14    | 8     | 4     |                           |
| 4    | Wigry Suwałki                 | 26 | 36   | 34     | 25     | 13    | 10    | 3     |                           |
| 5    | Gwardia Szczytno              | 26 | 33   | 48     | 26     | 14    | 5     | 7     |                           |
| 6    | AZS-AWF Warszawa              | 26 | 30   | 44     | 25     | 11    | 8     | 7     |                           |
| 7    | Farmacja Tarchomin (Warszawa) | 26 | 28   | 32     | 33     | 13    | 2     | 11    |                           |
| 8    | Włókniarz Białystok           | 26 | 26   | 27     | 25     | 9     | 8     | 9     |                           |
| 9    | Mazur Ełk                     | 26 | 22   | 31     | 35     | 9     | 4     | 13    |                           |
| 10   | Narew Ostrołęka               | 26 | 20   | 34     | 39     | 8     | 4     | 14    |                           |
| 11   | Marymont Warszawa             | 26 | 20   | 35     | 44     | 8     | 4     | 14    | spadek do klasy okręgowej |
| 12   | Śniardwy Orzysz               | 26 | 13   | 20     | 60     | 6     | 1     | 19    | spadek do klasy okręgowej |
| 13   | Błękitni Raciąż               | 26 | 11   | 24     | 63     | 3     | 5     | 18    | spadek do klasy okręgowej |
| 14   | Warmia Grajewo                | 26 | 10   | 15     | 66     | 3     | 4     | 19    | spadek do klasy okręgowej |

### Grupa III
| Poz. | Klub                        | M  | Pkt. | Bramki | Bramki | Mecze | Mecze | Mecze | Uwagi                     |
| Poz. | Klub                        | M  | Pkt. | zdob.  | stra.  | zwy.  | rem.  | por.  | Uwagi                     |
| ---- | --------------------------- | -- | ---- | ------ | ------ | ----- | ----- | ----- | ------------------------- |
| 1    | Radomiak Radom              | 26 | 37   | 37     | 19     | 15    | 7     | 4     | awans do II ligi          |
| 2    | Lublinianka Lublin          | 26 | 36   | 42     | 15     | 15    | 6     | 5     |                           |
| 3    | AZS AWF Biała Podlaska      | 26 | 30   | 25     | 21     | 8     | 14    | 4     |                           |
| 4    | Granat Skarżysko-Kamienna   | 26 | 29   | 33     | 27     | 11    | 7     | 8     |                           |
| 5    | Stal Nowa Dęba              | 26 | 28   | 24     | 16     | 9     | 10    | 7     |                           |
| 6    | Korona Kielce (S)           | 26 | 27   | 37     | 33     | 12    | 3     | 11    |                           |
| 7    | Chełmianka Chełm            | 26 | 26   | 33     | 41     | 9     | 8     | 9     |                           |
| 8    | Broń Radom                  | 26 | 25   | 20     | 24     | 7     | 11    | 8     |                           |
| 9    | Błękitni Kielce             | 26 | 24   | 18     | 23     | 7     | 10    | 9     |                           |
| 10   | Stal Poniatowa              | 26 | 22   | 25     | 30     | 6     | 10    | 10    |                           |
| 11   | Pogoń Siedlce               | 26 | 21   | 26     | 30     | 9     | 3     | 14    | spadek do klasy okręgowej |
| 12   | Tomasovia Tomaszów Lubelski | 26 | 21   | 24     | 35     | 5     | 11    | 10    | spadek do klasy okręgowej |
| 13   | Stal Kraśnik                | 26 | 21   | 30     | 41     | 9     | 3     | 14    | spadek do klasy okręgowej |
| 14   | Czarni Radom                | 26 | 17   | 18     | 37     | 4     | 9     | 13    | spadek do klasy okręgowej |

### Grupa IV
| Poz. | Klub               | M  | Pkt. | Bramki | Bramki | Mecze | Mecze | Mecze | Uwagi                     |
| Poz. | Klub               | M  | Pkt. | zdob.  | stra.  | zwy.  | rem.  | por.  | Uwagi                     |
| ---- | ------------------ | -- | ---- | ------ | ------ | ----- | ----- | ----- | ------------------------- |
| 1    | Resovia            | 26 | 38   | 45     | 18     | 16    | 6     | 4     | awans do II ligi          |
| 2    | Cracovia           | 26 | 36   | 38     | 11     | 15    | 6     | 5     |                           |
| 3    | Karpaty Krosno     | 26 | 30   | 18     | 13     | 11    | 8     | 7     |                           |
| 4    | Garbarnia Kraków   | 26 | 28   | 25     | 19     | 10    | 8     | 8     |                           |
| 5    | Polna Przemyśl     | 26 | 28   | 37     | 29     | 8     | 12    | 6     |                           |
| 6    | Sandecja Nowy Sącz | 26 | 27   | 22     | 22     | 9     | 9     | 8     |                           |
| 7    | MZKS Jasło         | 26 | 27   | 35     | 30     | 11    | 5     | 10    |                           |
| 8    | Glinik Gorlice     | 26 | 26   | 28     | 23     | 11    | 4     | 11    |                           |
| 9    | Chemik Pustków     | 26 | 24   | 15     | 28     | 6     | 12    | 8     |                           |
| 10   | Tarnovia Tarnów    | 26 | 24   | 21     | 29     | 8     | 8     | 10    |                           |
| 11   | Metal Tarnów       | 26 | 23   | 26     | 34     | 9     | 5     | 12    | spadek do klasy okręgowej |
| 12   | Prokocim Kraków    | 26 | 22   | 27     | 33     | 7     | 8     | 11    | spadek do klasy okręgowej |
| 13   | Stal Sanok         | 26 | 20   | 16     | 28     | 7     | 6     | 13    | spadek do klasy okręgowej |
| 14   | Borek Kraków       | 26 | 11   | 20     | 56     | 3     | 5     | 18    | spadek do klasy okręgowej |

### Grupa V
| Poz. | Klub                              | M  | Pkt. | Bramki | Bramki | Mecze | Mecze | Mecze | Uwagi                     |
| Poz. | Klub                              | M  | Pkt. | zdob.  | stra.  | zwy.  | rem.  | por.  | Uwagi                     |
| ---- | --------------------------------- | -- | ---- | ------ | ------ | ----- | ----- | ----- | ------------------------- |
| 1    | Odra Wodzisław Śląski             | 26 | 42   | 51     | 22     | 19    | 4     | 3     | awans do II ligi          |
| 2    | Raków Częstochowa                 | 26 | 37   | 39     | 20     | 16    | 5     | 5     |                           |
| 3    | MCKS Czeladź                      | 26 | 30   | 34     | 28     | 12    | 6     | 8     |                           |
| 4    | Górnik Knurów                     | 26 | 30   | 36     | 24     | 10    | 10    | 6     |                           |
| 5    | AKS Górnik Niwka (Sosnowiec) (S)  | 26 | 29   | 32     | 29     | 11    | 7     | 8     |                           |
| 6    | Unia Racibórz                     | 26 | 28   | 27     | 25     | 9     | 10    | 7     | do grupy VI               |
| 7    | GKS Jastrzębie (Jastrzębie-Zdrój) | 26 | 28   | 27     | 23     | 9     | 10    | 7     |                           |
| 8    | GKS Jaworzno                      | 26 | 27   | 36     | 21     | 10    | 7     | 9     |                           |
| 9    | Górnik Wojkowice (Będzin)         | 26 | 27   | 38     | 28     | 9     | 9     | 8     |                           |
| 10   | AKS Chorzów                       | 26 | 27   | 26     | 21     | 8     | 11    | 7     |                           |
| 11   | Stal Racibórz                     | 26 | 23   | 26     | 33     | 7     | 9     | 10    | spadek do klasy okręgowej |
| 12   | Unia Oświęcim                     | 26 | 18   | 18     | 44     | 6     | 6     | 14    | spadek do klasy okręgowej |
| 13   | Bolesław Bukowno                  | 26 | 10   | 16     | 51     | 2     | 6     | 18    | spadek do klasy okręgowej |
| 14   | Chorzowianka Chorzów              | 26 | 8    | 18     | 55     | 3     | 2     | 21    | spadek do klasy okręgowej |

- AKS Niwka zmienił nazwę na AKS Górnik Niwka
- W lutym 1977 roku Wojkowice włączono do Będzina

### Grupa VI
| Poz. | Klub                    | M  | Pkt. | Bramki | Bramki | Mecze | Mecze | Mecze | Uwagi                     |
| Poz. | Klub                    | M  | Pkt. | zdob.  | stra.  | zwy.  | rem.  | por.  | Uwagi                     |
| ---- | ----------------------- | -- | ---- | ------ | ------ | ----- | ----- | ----- | ------------------------- |
| 1    | Chemik Kędzierzyn-Koźle | 28 | 37   | 40     | 19     | 12    | 13    | 3     | awans do II ligi          |
| 2    | MZKS Jelenia Góra       | 28 | 35   | 33     | 26     | 14    | 7     | 7     |                           |
| 3    | Zastal Zielona Góra     | 28 | 34   | 33     | 23     | 12    | 10    | 6     | do grupy VII              |
| 4    | Lechia Piechowice       | 28 | 32   | 39     | 32     | 13    | 6     | 9     |                           |
| 5    | Zagłębie Lubin (S)      | 28 | 31   | 34     | 31     | 10    | 11    | 7     |                           |
| 6    | Metal Kluczbork         | 28 | 31   | 33     | 24     | 13    | 5     | 10    |                           |
| 7    | Chrobry Głogów          | 28 | 31   | 38     | 27     | 11    | 9     | 8     |                           |
| 8    | Stal Brzeg              | 28 | 30   | 40     | 31     | 11    | 8     | 9     |                           |
| 9    | Odra Wrocław            | 28 | 30   | 32     | 27     | 10    | 10    | 8     |                           |
| 10   | Bielawianka Bielawa     | 28 | 29   | 40     | 37     | 12    | 5     | 11    |                           |
| 11   | Pafawag Wrocław         | 28 | 29   | 33     | 24     | 9     | 11    | 8     | spadek do klasy okręgowej |
| 12   | Piast Nowa Ruda         | 28 | 27   | 33     | 32     | 10    | 7     | 11    | spadek do klasy okręgowej |
| 13   | Dozamet Nowa Sól        | 28 | 22   | 29     | 45     | 8     | 6     | 14    | spadek do klasy okręgowej |
| 14   | Promień Żary            | 28 | 19   | 16     | 37     | 5     | 9     | 14    | spadek do klasy okręgowej |
| 15   | KKS Kluczbork           | 28 | 3    | 20     | 78     | 1     | 1     | 26    | spadek do klasy okręgowej |

### Grupa VII
| Poz. | Klub                       | M  | Pkt. | Bramki | Bramki | Mecze | Mecze | Mecze | Uwagi                     |
| Poz. | Klub                       | M  | Pkt. | zdob.  | stra.  | zwy.  | rem.  | por.  | Uwagi                     |
| ---- | -------------------------- | -- | ---- | ------ | ------ | ----- | ----- | ----- | ------------------------- |
| 1    | Warta Poznań               | 24 | 37   | 37     | 15     | 17    | 3     | 4     | awans do II ligi          |
| 2    | Stal Stocznia Szczecin (S) | 24 | 36   | 45     | 7      | 16    | 4     | 4     |                           |
| 3    | Stoczniowiec Barlinek      | 24 | 31   | 29     | 23     | 13    | 5     | 6     |                           |
| 4    | Sparta Szamotuły           | 24 | 27   | 28     | 26     | 10    | 7     | 7     |                           |
| 5    | Grunwald Poznań            | 24 | 26   | 33     | 29     | 9     | 8     | 7     |                           |
| 6    | Mieszko Gniezno            | 24 | 24   | 28     | 27     | 8     | 8     | 8     |                           |
| 7    | Świt Skolwin (Szczecin)    | 24 | 22   | 30     | 38     | 9     | 4     | 11    |                           |
| 8    | Polonia Poznań             | 24 | 21   | 23     | 26     | 8     | 5     | 11    |                           |
| 9    | Flota Świnoujście          | 24 | 19   | 29     | 34     | 6     | 7     | 11    |                           |
| 10   | Polonia Leszno             | 24 | 19   | 28     | 35     | 7     | 5     | 12    | do grupy VI               |
| 11   | Grunwald Choszczno         | 24 | 18   | 27     | 45     | 7     | 4     | 13    | spadek do klasy okręgowej |
| 12   | Dąb Dębno (S)              | 24 | 17   | 23     | 34     | 6     | 5     | 13    | spadek do klasy okręgowej |
| 13   | Noteć Czarnków             | 24 | 15   | 18     | 39     | 5     | 5     | 14    | spadek do klasy okręgowej |

### Grupa VIII
| Poz. | Klub                            | M  | Pkt. | Bramki | Bramki | Mecze | Mecze | Mecze | Uwagi                     |
| Poz. | Klub                            | M  | Pkt. | zdob.  | stra.  | zwy.  | rem.  | por.  | Uwagi                     |
| ---- | ------------------------------- | -- | ---- | ------ | ------ | ----- | ----- | ----- | ------------------------- |
| 1    | Start Łódź                      | 26 | 44   | 58     | 19     | 19    | 6     | 1     | awans do II ligi          |
| 2    | Ostrovia Ostrów Wielkopolski    | 26 | 35   | 36     | 18     | 13    | 9     | 4     |                           |
| 3    | Boruta Zgierz                   | 26 | 32   | 45     | 30     | 12    | 8     | 6     |                           |
| 4    | Orzeł Łódź                      | 26 | 31   | 42     | 22     | 12    | 7     | 7     |                           |
| 5    | Wisła Płock                     | 26 | 30   | 28     | 23     | 11    | 8     | 7     |                           |
| 6    | Włókniarz Pabianice             | 26 | 28   | 35     | 23     | 10    | 8     | 8     |                           |
| 7    | Pogoń Zduńska Wola              | 26 | 27   | 35     | 23     | 10    | 7     | 9     |                           |
| 8    | Victoria Jarocin                | 26 | 27   | 19     | 25     | 10    | 7     | 9     |                           |
| 9    | Włókniarz Łódź                  | 26 | 26   | 40     | 30     | 10    | 6     | 10    |                           |
| 10   | Piotrcovia Piotrków Trybunalski | 26 | 25   | 25     | 24     | 9     | 7     | 10    |                           |
| 11   | Żyrardowianka Żyrardów          | 26 | 23   | 31     | 39     | 10    | 3     | 13    | spadek do klasy okręgowej |
| 12   | Stal Ostrów Wielkopolski        | 26 | 17   | 18     | 37     | 5     | 7     | 14    | spadek do klasy okręgowej |
| 13   | Lech Rypin                      | 26 | 13   | 13     | 46     | 3     | 7     | 16    | spadek do klasy okręgowej |
| 14   | Tur Turek                       | 26 | 6    | 9      | 75     | 1     | 4     | 21    | spadek do klasy okręgowej |

## Klasa okręgowa
Lista 32 klubów, które na koniec sezonu uzyskały awans do III ligi:
| Województwo      | Klub                                     | Województwo    | Klub                         | Województwo   | Klub              |
| ---------------- | ---------------------------------------- | -------------- | ---------------------------- | ------------- | ----------------- |
| bialskopodlaskie | –                                        | białostockie   | –                            | bielskie      | Beskid Andrychów  |
| bydgoskie        | Chojniczanka Chojnice                    | chełmskie      | –                            | ciechanowskie | Hortex Płońsk     |
| częstochowskie   | Victoria Częstochowa                     | elbląskie      | –                            | gdańskie      | Gedania Gdańsk    |
| gorzowskie       | Stilon Gorzów Wielkopolski               | jeleniogórskie | –                            | kaliskie      | Włókniarz Kalisz  |
| katowickie [2]   | Sarmacja Będzin Walka Makoszowy (Zabrze) | kieleckie      | KSZO Ostrowiec Świętokrzyski | konińskie     | –                 |
| koszalińskie     | Drawa Drawsko Pomorskie                  | krośnieńskie   | –                            | krakowskie    | Wawel Kraków      |
| legnickie        | Miedź Legnica                            | leszczyńskie   | –                            | lubelskie     | Wisła Puławy      |
| łomżyńskie       | ŁKS Łomża                                | łódzkie        | ŁKS II Łódź                  | nowosądeckie  | Podhale Nowy Targ |
| olsztyńskie      | Agrokompleks Kętrzyn                     | opolskie       | Stal Nysa                    | ostrołęckie   | –                 |
| pilskie          | Polonia Piła                             | piotrkowskie   | Stal Niewiadów               | płockie       | Stal Kutno        |
| poznańskie       | Admira-Teletra Poznań                    | przemyskie     | JKS Jarosław                 | radomskie     | Orzeł Wierzbica   |
| rzeszowskie      | Lechia Sędziszów Małopolski              | siedleckie     | –                            | sieradzkie    | –                 |
| skierniewickie   | –                                        | słupskie       | –                            | suwalskie     | –                 |
| szczecińskie     | Błękitni Stargard Szczeciński            | tarnobrzeskie  | –                            | tarnowskie    | –                 |
| toruńskie        | Pomorzanin Toruń                         | wałbrzyskie    | Kryształ Stronie Śląskie     | warszawskie   | RKS Błonie        |
| włocławskie      | –                                        | wrocławskie    | Śląsk II Wrocław             | zamojskie     | Hetman Zamość     |
| zielonogórskie   | –                                        |                |                              |               |                   |

## Puchar Polski
| Zagłębie Sosnowiec | – | Polonia Bytom | 1:0 (0:0) |

## Puchar Ligi
| Odra Opole | – | Widzew Łódź | 3:1 (2:0) |

## Europejskie Puchary
| Puchar                    | Runda | Drużyna 1     | Drużyna 2     | Mecz 1 | Mecz 2    |
| ------------------------- | ----- | ------------- | ------------- | ------ | --------- |
| Europy Mistrzów Klubowych | 1/16  | Stal Mielec   | Real Madryt   | 1:2    | 0:1       |
| Zdobywców Pucharów        | 1/16  | Floriana FC   | Śląsk Wrocław | 1:4    | 0:2       |
| Zdobywców Pucharów        | 1/8   | Śląsk Wrocław | Bohemian F.C. | 3:0    | 1:0       |
| Zdobywców Pucharów        | 1/4   | Śląsk Wrocław | SSC Napoli    | 0:0    | 0:2       |
| UEFA                      | 1/32  | Celtic F.C.   | Wisła Kraków  | 2:2    | 0:2       |
| UEFA                      | 1/32  | 1. FC Köln    | GKS Tychy     | 2:0    | 1:1       |
| UEFA                      | 1/16  | Wisła Kraków  | RWD Molenbeek | 1:1    | 1:1 k.4-5 |

Ranking: 
| Nazwa | Miejsce | Zmiana | Punkty |
| ----- | ------- | ------ | ------ |
| UEFA  | 13      |        | 20.750 |

## Reprezentacja
Mecze rozegrane między 1 lipca 1976 a 30 czerwca 1977:
| Lp.  | Data       | Miejsce           | Gospodarz  | – | Gość           | Wynik     | Bramki dla Polski                                                              |
| ---- | ---------- | ----------------- | ---------- | - | -------------- | --------- | ------------------------------------------------------------------------------ |
| 302. | 18.07.1976 | Montreal (Kanada) | Polska     | – | Kuba           | 0:0 (0:0) | IO                                                                             |
| 303. | 22.07.1976 | Montreal (Kanada) | Polska     | – | Iran           | 3:2 (0:1) | IO – Andrzej Szarmach 2, Kazimierz Deyna                                       |
| 304. | 25.07.1976 | Montreal (Kanada) | Polska     | – | Korea Północna | 5:0 (1:0) | IO – Andrzej Szarmach 2, Grzegorz Lato 2, Antoni Szymanowski                   |
| 305. | 31.07.1976 | Montreal (Kanada) | Polska     | – | NRD            | 1:3 (0:2) | IO – Grzegorz Lato                                                             |
| 306. | 16.10.1976 | Porto             | Portugalia | – | Polska         | 0:2 (0:0) | eMŚ – Grzegorz Lato 2                                                          |
| 307. | 31.10.1976 | Warszawa          | Polska     | – | Cypr           | 5:0 (3:0) | eMŚ – Kazimierz Deyna 2, Andrzej Szarmach, Zbigniew Boniek, Stanisław Terlecki |
| 308. | 13.04.1977 | Budapeszt         | Węgry      | – | Polska         | 2:1 (1:0) | Adam Nawałka                                                                   |
| 309. | 24.04.1977 | Dublin            | Irlandia   | – | Polska         | 0:0 (0:0) |                                                                                |
| 310. | 01.05.1977 | Kopenhaga         | Dania      | – | Polska         | 1:2 (0:1) | eMŚ – Włodzimierz Lubański 2                                                   |
| 311. | 15.05.1977 | Limassol          | Cypr       | – | Polska         | 1:3 (1:2) | eMŚ – Grzegorz Lato, Stanisław Terlecki, Włodzimierz Mazur                     |
| 312. | 29.05.1977 | Buenos Aires      | Argentyna  | – | Polska         | 3:1 (1:1) | Grzegorz Lato                                                                  |
| 313. | 10.06.1977 | Lima              | Peru       | – | Polska         | 1:3 (0:2) | Andrzej Szarmach, Kazimierz Deyna, Henryk Kasperczak                           |
| 314. | 12.06.1977 | La Paz            | Boliwia    | – | Polska         | 1:2 (1:1) | Grzegorz Lato, Zdzisław Kapka                                                  |
| 315. | 19.06.1977 | São Paulo         | Brazylia   | – | Polska         | 3:1 (2:0) | Zbigniew Boniek                                                                |

Ranking:
| Nazwa | Data       | Miejsce | Zmiana | Punkty |
| ----- | ---------- | ------- | ------ | ------ |
| Elo   | 30.06.1977 | 7       |        | 1935   |